# Euxoa honnoratina
Euxoa honnoratina är en fjärilsart som beskrevs av Donzel 1837. Euxoa honnoratina ingår i släktet Euxoa och familjen nattflyn. Inga underarter finns listade i Catalogue of Life.